# Hemileia smalliana
Hemileia smalliana är en svampart som beskrevs av Gjaerum 2000. Hemileia smalliana ingår i släktet Hemileia, ordningen Pucciniales, klassen Pucciniomycetes, divisionen basidiesvampar och riket svampar.   Inga underarter finns listade i Catalogue of Life.